# Сборная Боснии и Герцеговины по регби
Сборная Боснии и Герцеговины по регби представляет Боснию и Герцеговину в международных матчах по регби-15 высшего уровня. В сезоне 2012/14 команда играет в дивизионе 2D Кубка европейских наций. В мировом рейтинге IRB боснийцы занимают 73-ю позицию.
Босния и Герцеговина представлена на международной арене с начала 1990-х годов. До этого спортсмены из страны выступали за сборную Югославии. Боснийские регбисты не играли в финальной части чемпионатов мира.

## История
Сборная дебютировала в ноябре 1992 года. Тогда команда встретилась с другой командой из бывшей Югославии — Хорватией — и уступила со счётом 3:47. В конце десятилетия боснийцы провели ряд матчей против Хорватии, Люксембурга, Словении и Венгрии. Первая победа боснийцев пришлась лишь на 2000 год. Тогда югославы превзошли венгерских оппонентов (13:12).
Сборная приняла участие в отборочном турнире к чемпионату мира 2003 года. Боснийцы выступали в группе B первого раунда. Коллектив занял пятое место в группе, выиграв два матча. Следующая кампания также прошла при участии боснийцев. Отбор к первенству 2011 года югославы пропустили.

## Результаты

### Чемпионат мира
- 1987: не приглашены
- 1991: не участвовали
- 1995: не участвовали
- 1999: не участвовали
- 2003: не прошли отбор
- 2007: не прошли отбор
- 2011: не участвовали
- 2015: не прошли отбор
- 2019: не прошли отбор
- 2023: не прошли отбор

### Общие
По состоянию на 17 июня 2013 года.
| Соперник        | Матчи | Победы | Поражения | Ничьи | Доля побед |
| --------------- | ----- | ------ | --------- | ----- | ---------- |
| Австрия         | 5     | 0      | 5         | 0     | 0 %        |
| Азербайджан     | 6     | 5      | 1         | 0     | 83 %       |
| Андорра         | 1     | 0      | 1         | 0     | 0 %        |
| Болгария        | 2     | 0      | 2         | 0     | 0 %        |
| Венгрия         | 4     | 1      | 3         | 0     | 25 %       |
| Греция          | 1     | 0      | 1         | 0     | 0 %        |
| Израиль         | 5     | 2      | 3         | 0     | 40 %       |
| Республика Кипр | 2     | 0      | 2         | 0     | 0 %        |
| Литва           | 2     | 0      | 2         | 0     | 0 %        |
| Люксембург      | 6     | 1      | 5         | 0     | 17 %       |
| Мальта          | 1     | 0      | 1         | 0     | 0 %        |
| Монако          | 2     | 2      | 0         | 0     | 100 %      |
| Норвегия        | 2     | 0      | 2         | 0     | 0 %        |
| Сербия          | 3     | 2      | 0         | 1     | 67 %       |
| Словакия        | 2     | 2      | 0         | 0     | 100 %      |
| Словения        | 3     | 1      | 2         | 0     | 33 %       |
| Финляндия       | 2     | 0      | 1         | 1     | 0 %        |
| Хорватия        | 3     | 0      | 3         | 0     | 0 %        |
| Швейцария       | 1     | 0      | 1         | 0     | 0 %        |
| Всего           | 53    | 16     | 35        | 2     | 30 %       |

## Известные игроки
- Делькич, Ясмин
- Кадич, Сеяд
- Мандич, Джони[фр.]
- Мутапчич, Кенан[фр.]